# Yahyalı
Yahyalı là một huyện thuộc tỉnh Kayseri, Thổ Nhĩ Kỳ. Huyện có diện tích 1554 km² và dân số thời điểm năm 2007 là 37834 người, mật độ 24 người/km².